# Alexander Eliasberg
Alexander Eliasberg (geboren 22. Juli 1878 in Minsk, Russisches Kaiserreich; gestorben 26. Juli 1924 in Berlin) war ein jüdisch-russischer Literaturhistoriker, Übersetzer, Herausgeber und Autor.

## Leben
Eliasberg emigrierte nach seinem Studium in Moskau 1905 nach München. Dort heiratete er 1906 Zina Wassiliew (1882–1966), die wie Paul Klee an der privaten Malschule von Heinrich Knirr studiert hatte. 1907 erschien seine erste Übersetzung, eine von ihm selbst zusammengestellte und eingeleitete Anthologie zeitgenössischer russischer Lyrik, unter anderem mit Gedichten von Konstantin Balmont, Waleri Brjussow und Iwan Bunin. In München war er auch für die dort ansässigen Verlage Georg Müller und C. H. Beck tätig.
Später entfaltete er eine umfangreiche Übersetzungs- und Herausgebertätigkeit für den Leipziger Insel Verlag und gab dort 1922 zusammen mit seinem Bruder David Eliasberg (1897–1920) in der Reihe Bibliotheca mundi den Russischen Parnass (Русскій Парнас) heraus. Diese in der russischen Originalsprache erschienene Gedichtsammlung vereint Autoren von Lomonossow bis Anna Achmatowa. Auch für russische Titel in der Insel-Bücherei, wie Volkserzählungen (IB 68) und Der Schneesturm (IB 73) von Tolstoi oder Die Sanfte von Dostojewski (IB 116) lieferte Eliasberg die Übersetzungen.
Er machte in der Folge eine ganze Reihe neuer russischer Erzähler, Dichter und Publizisten im deutschen Sprachraum bekannt, insbesondere Dmitri Mereschkowski sowie Alexei Tolstoi, Alexei Remisow und Ilja Ehrenburg, dessen Julio Jurenito er ins Deutsche übertrug. Auch deutsche Ausgaben polnisch- und jiddischsprachiger Werke gehen auf ihn zurück, darunter von Autoren wie Scholem Alejchem und Jizchok Leib Perez. Er übersetzte neben den schon genannten klassischen russischen Autoren auch Werke von Gogol, Puschkin und Tschechow.
Eliasberg war mit Thomas Mann befreundet und machte ihn mit russischen Romanen bekannt.
Als kultureller Mittler zwischen russischer und jiddischer Literatur einerseits und deutscher Literatur andererseits gab Eliasberg Anthologien russischer und jiddischer Literatur sowie Werke über die russische Kunst und Literatur heraus. 1915 schrieb er über das Buch Russische Kunst – Ein Beitrag zur Charakteristik des Russentums, das beim Piper Verlag erschien. Seine Russische Literaturgeschichte in Einzelporträts von 1922 blieb lange Zeit ein Standardwerk der deutschen Slawistik.
Seit 1917 war Eliasberg staatenlos. Im Zusammenhang mit einer angeblich deutschfeindlichen Äußerung seiner Frau, die einen Prozess nach sich zog, wurde er 1923 aus Bayern ausgewiesen und fand in Berlin bei Freunden Unterschlupf, wo er im folgenden Jahr starb.
Eliasberg hatte mit seiner Frau Zina den Sohn Paul Eliasberg (1907–1983).

## Schriften (Auswahl)

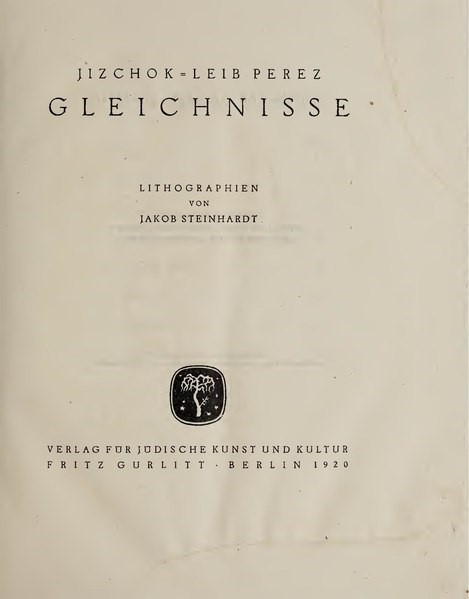
Übersetzung Alexander Eliasberg

- (Hrsg.): Russische Kunst. Ein Beitrag zur Charakteristik des Russentums. München 1915.
- (Übs.):, Fjodor M. Dostojewskij:  Die Legende vom Grossinquisitor. Deutsch von Alexander Eliasberg. Furche Verlag, Berlin 1919.
- (Hrsg. zus. mit David Eliasberg): Русскій Парнассъ. (Russischer Parnass), Insel Verlag, Leipzig 1920.
- Simon Dubnow: Die neueste Geschichte des jüdischen Volkes. 3 Bände. Übersetzung Alexander Eliasberg. Berlin : Jüdischer Verlag, 1920/1923
- (Hrsg.): Jüdisches Theater (Eine dramatische Anthologie ostjüdischer Dichter), 2 Bände, Benjamin Harz Verlag, Berlin/Wien 1920.
- (Übs.): Fjodor M. Dostojewskij: Verbrechen und Strafe. Deutsch von Alexander Eliasberg. Kiepenheuer Verlag, Potsdam 1921.
- (Übs.): Fjodor M. Dostojewskij: Tagebuch eines Schriftstellers. Hrsg. und übertragen von Alexander Eliasberg. 4 Bände. Musarion-Verlag, München 1921–1923.
- (Übs.): Fjodor M. Dostojewskij: Aufzeichnungen aus einem toten Hause. F. M. Dostojewskij. Übertr. von Alexander Eliasberg. Volksverband der Bücherfreunde / Wegweiser Verlag, Berlin 1923.
- Russische Literaturgeschichte in Einzelporträts. Mit einem Geleitwort v. D. Mereshkowskij und sechzehn Bildnissen. Beck, München 1922.
- (Hrsg.): Russische Baukunst. Müller, München 1922.
- (Übs.) Alexei Nikolajewitsch Tolstoi: Aelita, München 1924.
- Jiddische Erzählungen. 1963.
- Des Rebben Pfeifenrohr. 1969.
- (Hrsg.): Russische Liebesgeschichten, Manesse Verlag, Zürich 1997, ISBN 3-7175-1348-6.